# Scrimă la Universiada de vară din 2011
Probele de scrimă la Universiada de vară din 2011 s-au desfășurat între 13 și 18 iulie 2011 la sala nr.9 Centrului de Convenții și Expoziții de la Shenzhen în China.

## Tabloul medaliilor
| Loc   | Țară                       | Aur | Argint | Bronz | Total |
| ----- | -------------------------- | --- | ------ | ----- | ----- |
| 1     | Ucraina                    | 3   | 2      | 1     | 6     |
| 2     | Rusia                      | 3   | 0      | 3     | 6     |
| 3     | Franța                     | 2   | 2      | 1     | 5     |
| 4     | China                      | 2   | 1      | 2     | 5     |
| 5     | Italia                     | 1   | 2      | 2     | 5     |
| 6     | Ungaria                    | 1   | 0      | 1     | 2     |
| 7     | Coreea de Sud              | 0   | 2      | 5     | 7     |
| 8     | Polonia                    | 0   | 1      | 1     | 2     |
| 9     | România                    | 0   | 1      | 0     | 1     |
| 9     | Statele Unite ale Americii | 0   | 1      | 0     | 1     |
| 11    | Japonia                    | 0   | 0      | 1     | 1     |
| 11    | Hong Kong                  | 0   | 0      | 1     | 1     |
| Total | Total                      | 12  | 12     | 18    | 42    |

## Rezultate
Numele în cursive sunt rezerve.

### Masculin
| Probă             | Aur                                                                            | Argint                                                                           | Bronz                                                                            |
| Spadă             | Péter Szényi (HUN)                                                             | Virgile Marchal (FRA)                                                            | Anatolii Herei (UKR)                                                             |
| Spadă             | Péter Szényi (HUN)                                                             | Virgile Marchal (FRA)                                                            | Raffaello Marzani (ITA)                                                          |
| Sabie             | Andrii Iahodka (UKR)                                                           | Gu Bon-gil (KOR)                                                                 | Massimiliano Murolo (ITA)                                                        |
| Sabie             | Andrii Iahodka (UKR)                                                           | Gu Bon-gil (KOR)                                                                 | He Wei (CHN)                                                                     |
| Floretă           | Martino Minuto (ITA)                                                           | Lei Sheng (CHN)                                                                  | Zhu Jun (CHN)                                                                    |
| Floretă           | Martino Minuto (ITA)                                                           | Lei Sheng (CHN)                                                                  | Heo Jun (KOR)                                                                    |
| Spadă pe echipe   | Rusia · Nikita Glazkov · Serghei Hodos · Alexandr Velikanov · Vseslav Morgoiev | Franța · Alex Fava · Virgile Marchal · Adrien Penso-Tsai · Alexandre Bardenet    | Ungaria · Péter Szényi · Dániel Budai · Márk Hanczvikkel ·                       |
| Sabie pe echipe   | Ucraina · Dmîtro Boiko · Oleh Șturbabin · Andrii Iahodka · Dmîtro Pundîk       | Italia · Marco Tricarico · Massimiliano Murolo · Luigi Miracco · Stefano Sbragia | Coreea de Sud · Heo Young-gu · Gu Bon-gil · Hwang Byung-yul ·                    |
| Floretă pe echipe | China · Lei Sheng · Huang Liangcai · Zhu Jun · Chen Min                        | Italia · Alessio Foconi · Tommaso Lari · Martino Minuto · Luca Simoncelli        | Rusia · Aleksei Hovanski · Igor Zapozdaev · Artur Ahmathuzin · Dmitri Komissarov |

### Feminin
| Probă             | Aur                                                                                 | Argint                                                                                          | Bronz                                                                         |
| Spadă             | Lauren Rembi (FRA)                                                                  | Olena Krîvîțka (UKR)                                                                            | Ayaka Shimookawa (JPN)                                                        |
| Spadă             | Lauren Rembi (FRA)                                                                  | Olena Krîvîțka (UKR)                                                                            | Shin A-lam (KOR)                                                              |
| Sabie             | Olha Harlan (UKR)                                                                   | Bianca Pascu (ROU)                                                                              | Kim Ji-yeon (KOR)                                                             |
| Sabie             | Olha Harlan (UKR)                                                                   | Bianca Pascu (ROU)                                                                              | Au Yeung Wai Sum (HKG)                                                        |
| Floretă           | Kamilla Gafurzianova (RUS)                                                          | Jeon Hee-sook (KOR)                                                                             | Katarzyna Kryczalo (POL)                                                      |
| Floretă           | Kamilla Gafurzianova (RUS)                                                          | Jeon Hee-sook (KOR)                                                                             | Iulia Biriukova (RUS)                                                         |
| Spadă pe echipe   | Franța · Melissa Goram · Lauren Rembi · Marie-Gabrielle Fayolle · Mathilde Grumier  | Statele Unite ale Americii · Courtney Hurley · Kelley Hurley · Susannah Scanlan · Holly Buechel | Rusia · Vlada Vlasova · Elena Șașarina · Tatiana Andriușina · Maia Gucimazova |
| Sabie pe echipe   | China · Chen Xiaodong · Xia Min · Li Fei · Yuan Tingting                            | Ucraina · Alina Komașciuk · Olena Homrova · Olha Harlan · Halîna Pundîk                         | Coreea de Sud · Choi Soo-yeon · Kim Ji-yeon · Lee Ra-jin ·                    |
| Floretă pe echipe | Rusia · Viktoria Kozireva · Iulia Biriukova · Kamilla Gafurzianova · Iulia Rașidova | Polonia · Hanna Lyczbinska · Marta Lyczbinska · Katarzyna Kryczalo · Karolina Chlewińska        | Franța · Bérangère Genevois · Maëva Roulin · Ysaora Thibus · Clarisse Luminet |